# Самбуж (Лодзинське воєводство)
Самбуж (пол. Sambórz) — село в Польщі, у гміні Буженін Серадзького повіту Лодзинського воєводства.
У 1975-1998 роках село належало до Серадзького воєводства.